# Донахи, Рон
Рон Донахи (англ. Ron Donachie; род. 26 апреля 1956) — британский актёр. Он известен по роли инспектора Ребуса в инсценировках BBC Radio 4 по мистическим романам Иэна Рэнкина, а также по ролям второго плана в фильмах «Книга джунглей» (1994), «Титаник», и телесериалах «Доктор Кто» и «Игра престолов».

## Биография
Донахи родился в Данди, Шотландии, под именем Рональда Иглсхэма Портера. Он учился в колледже Мадрасе, Сент-Андрусе, и университете Глазго, где он окончил его с английской литературой и драмой в 1979 году.
Его брат, Стюарт Портер, тоже актёр. Донахи женат на Фионе Биггар, у них двое детей; актёр Дэниел Портман и Наоми Портер, лингвист.

## Избранная фильмография
- 1983 — Goodnight and God Bless — прыгун
- 1984 — Сахаров
- 1994 — Схватка со львами — Келли
- 1994 — Книга джунглей / The Jungle Book — сержант Харли
- 1995 — Метод Крекера / Cracker, эпизод "Brotherly Love" — Барни
- 1997 — Титаник / Titanic — мастер по оружию
- 2000 — Цена победы / A Shot at Glory
- 2002–2004 — Чисто английское убийство / The Bill — Эндрю Росс
- 2006 — Доктор Кто / Doctor Who (телесериал) — стюард
- 2008 — Макс Манус / Max Manus — полковник Дж. Уилсон
- 2008 — Друг невесты / Made of Honour — владелец лошадей
- 2011 — Без компромиссов / Blitz — Кросс
- 2011–2012 — Игра престолов / Game of Thrones (телесериал, Премия Гильдии киноактёров США – номинация[2]) — сир Родрик Кассель
- 2012 — Аббатство Даунтон / Downton Abbey — мистер Маккри
- 2013 — Атлантида / Atlantis — Теос
- 2013 — Грязь / Filth — Гектор
- 2017 — Стальной дождь / Gangcheolbi (Ю.Корея) — Майкл Доббс, министр обороны США
- 2020 — Падение в мёртвые воды — Каллум Маккензи

## Пьесы
- 2013: Тёмная дорога / Dark Road — чёрный Фергус Маклинток[3]